# Liste des bâtiments de l'Université McGill
Pour un article plus général, voir Université McGill.
Liste, par ordre alphabétique, des bâtiments actuels de l'Université McGill, à Montréal.
- Aile du génie électrique (Université McGill)
- Aile Workman
- Annexe du Service des admissions (Université McGill)
- Aréna McConnell
- Bibliothèque McLennan
- Bibliothèque Osler
- Pavillon Burnside
- Centre universitaire (Université McGill)
- Cercle universitaire (Université McGill)
- Collège Royal Victoria (Université McGill)
- Collège Presbytérien (en)
- Édifice du Club-Universitaire-de-Montréal
- Gymnase Sir Arthur Currie Memorial
- Institut Allan Memorial, Maison Ravenscrag
- Institut de pathologie (Université McGill)
- Institut de recherches sur les pâtes et papiers (Université McGill)
- Institut et hôpital neurologiques de Montréal
- Institut universitaire en santé mentale Douglas
- Laboratoire Foster de radiation et cyclotron (Université McGill)
- Librairie de McGill (Université McGill)
- Campus Macdonald
- Maison Charles Meredith (Université McGill)
- Maison David Thomson (Université McGill)
- Maison Duggan (Université McGill) appelée Braehead
- Maison Duncan McIntyre (Université McGill) appelée Craguie
- Maison Charles-Rudolph-Hosmer
- Maison James T. Davis (Université McGill)
- Maison Jesse Joseph, appelée Dilcoosha
- Maison J.K.L. Ross (Université McGill)
- Maison Lady Meredith (Université McGill) appelée Ardvarna
- Maison Martlet
- Maisons en rangée Rupert (Université McGill)
- Montreal Diocesan Theological College (en)
- Musée McCord
- Musée Redpath
- New Residence Hall, partie du Complexe La Cité
- McGill Normal School (demoli)
- Observatoire radar J.S. Marshall
- Parc Macdonald (Université McGill)
- Pavillon des arts McCall MacBain
- Pavillon Beatty (Université McGill)
- Pavillon Bishop Mountain (Université McGill)
- Pavillon Chancellor Day (Université McGill)
- Pavillon Dawson (Université McGill)
- Pavillon de génie chimique et sciences des matériaux (Université McGill)
- Pavillon de la bibliothèque Macdonald-Stewart (Université McGill)
- Pavillon des sciences de l'éducation (Université McGill)
- Pavillon Donner (Université McGill)
- Pavillon Ernest Rutherford de physique
- Pavillon F. Cyril James de l'administration (Université McGill)
- Pavillon Frank Dawson Adams (Université McGill)
- Pavillon Gardner (Université McGill)
- Pavillon James Ferrier (Université McGill)
- Pavillon Lyman Duff (Université McGill)
- Pavillon Macdonald de génie (Université McGill)
- Pavillon Macdonald-Harrington (en)
- Pavillon McConnell (Université McGill)
- Pavillon McConnell de génie (Université McGill)
- McIntyre Medical Sciences Building (en)
- Pavillon Molson (Université McGill)
- Pavillon Molson (résidence de l'Université McGill)
- Pavillon Morrice
- Pavillon de musique Elizabeth Wirth
- Pavillon Otto Maass de chimie
- Pavillon Peterson
- Pavillon Powell des services aux étudiants
- Pavillon Purvis
- Pavillon Samuel Bronfman
- Pavillon Stephen Leacock (en)
- Pavillon Stewart des sciences biologiques
- Pavillon Strathcona d'anatomie et de médecine dentaire
- Pavillon Strathcona de musique
- Pavillon Trottier (Université McGill)
- Pavillon William et Henry Birks
- Pavillon Wilson (Université McGill)
- Portail Roddick
- Prince of Wales Terrace (démoli)
- Salle Moyse
- Redpath Hall (en)
- Stade Percival-Molson